# نیلو آکونا
نیلو آکونا (انگلیسی: Nilo Acuña; ۲۶ سپتامبر ۱۹۴۳ – ۲۹ اوت ۲۰۰۴) بازیکن فوتبال اهل اروگوئه بود.
از باشگاه‌هایی که در آن بازی کرده‌است می‌توان به باشگاه فوتبال لیورپول (مونته‌ویدئو)، باشگاه فوتبال پنیارول، باشگاه فوتبال مونتری، و تیم ملی فوتبال اروگوئه اشاره کرد.
وی همچنین در تیم ملی فوتبال Uruguay بازی کرده‌است.